# Michèle Albrecht
Michèle Albrecht-Frey (* 8. Mai 1972 in Luzern) ist eine Schweizer Politikerin (Die Mitte). Dem Kantonsrat des Kantons Luzern gehört sie seit Juni 2023 an.

## Beruf und Privates
Michèle Albrecht ist diplomierte Kommunikationsleiterin und Diplom-Kauffrau. Sie war von 1992 bis 2008 in der Marketingkommunikation auf Agentur- und Kundenseite tätig. Anschliessend verantwortete sie das Marketing der Pädagogischen Hochschule Luzern. Bei Pro Senectute Kanton Luzern wurde sie 2015 Bereichsleiterin Bildung+Sport für und 2020 Mitglied der Geschäftsleitung.
Albrecht wuchs in Entlebuch auf und wohnt in Kriens. Sie ist verheiratet und Mutter von zwei Kindern.

## Politik
Albrecht gehört seit 2020 der Parteileitung Die Mitte Kriens an. Am 19. Juni 2023 nahm sie für den Wahlkreis Luzern-Land Einsitz im Luzerner Kantonsrat. Sie ist Mitglied der Planungs- und Finanzkommission sowie Ersatzmitglied der Kommission Verkehr und Bau.
Albrecht war seit Januar 2020 bis Juli 2023 Einwohnerrätin für Die Mitte in Kriens und gehörte zwei Kommissionen (KBSG und KFG) der Gemeinde an.

## Belege
1. 1 2 3  michele-albrecht.ch: Lebenslauf. (PDF, abgerufen am 8. März 2024)
2. ↑  lu.ch: Kantonsratsprofil (abgerufen am 8. März 2024)

| Personendaten    | Personendaten                              |
| ---------------- | ------------------------------------------ |
| NAME             | Albrecht, Michèle                          |
| ALTERNATIVNAMEN  | Albrecht-Frey, Michèle (Ehename)           |
| KURZBESCHREIBUNG | Schweizer Politikerin der Partei Die Mitte |
| GEBURTSDATUM     | 8. Mai 1972                                |
| GEBURTSORT       | Luzern, Schweiz                            |